# Irácko-íránská válka
Irácko-íránská válka byl ozbrojený konflikt mezi Irákem a Íránem od září 1980 do srpna 1988. Ve své době se nazývala také jako Válka v Perském zálivu, což se později ujalo jako označení jiného konfliktu v letech 1990–91.
Válka začala 22. září 1980 invazí iráckých vojsk do Íránu a skončila 20. srpna 1988 uzavřením příměří. Příčinou konfliktu byly historické územní nároky, obavy Saddáma Husajna z možné radikalizace utlačované šíitské většiny v důsledků íránské islámské revoluce v roce 1979, stejně jako jeho snaha nahradit Írán v pozici regionální mocnosti. Ačkoliv Irák zaútočil bez předchozího varování v očekávaní snadného vítězství v revolucí rozvrácené zemi, jeho počáteční úspěchy byly rychle odraženy. Od června 1982 byl Írán v ofenzivě. V průběhu války začalo íránské námořnictvo napadat irácké tankery a další instalace přepravující iráckou ropu. Na tuto situaci reagovaly světové supervelmoci zorganizováním ozbrojených konvojů k ochraně iráckých ropných dodávek.
Obě strany utrpěly ve válce výrazné ztráty a škody. Odhaduje se, že v důsledku bojových akcí zemřelo jeden a půl milionu iráckých a íránských vojáků a civilistů. Kvůli taktice, kterou obě strany zvolily, byl tento konflikt srovnáván s první světovou válkou. Využívány byly taktiky zákopového boje, stejně jako útoků lidských vln přes ostnatý drát a minová pole. V průběhu konfliktu Irácká strana široce využívala bojové plyny, jako je yperit, proti íránským vojákům i proti kurdským civilistům během operace al-Anfal.

## Příčiny

Provincie Chúzistán

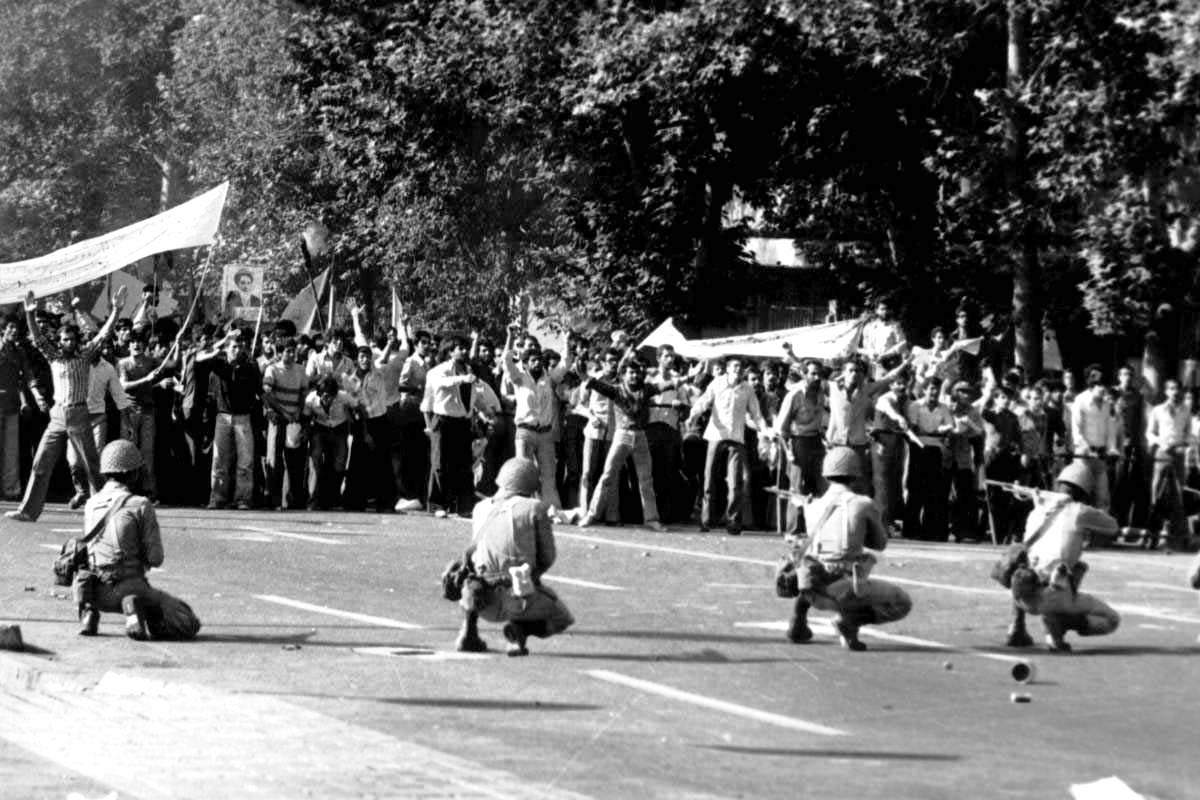
Protesty proti Šáhovi v Íránu, 1978

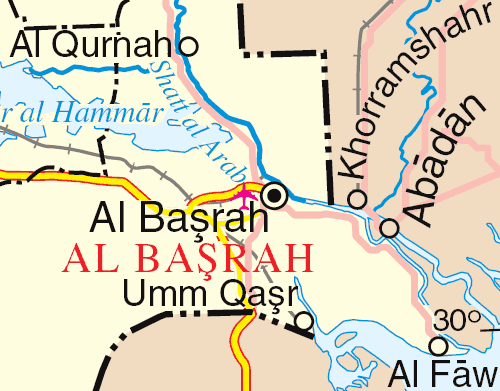
Vodní cesta Šatt al-Arab na Irácko–íránské hranici

Již na počátku 60. let, kdy byla v Iráku svržena monarchie, začaly pohraniční spory mezi Irákem a Íránem. Konkrétně šlo o spory o západoíránskou pohraniční provincii Chúzistán, bohatou na ropu. V roce 1968 se v Iráku chopila moci strana Baas, která si začala činit nároky na Chúzistán. Irácká média mluvila o této provincii, jako by už dávno patřila Iráku, dala jí i vlastní arabské jméno – Nasýrie. Televizní stanice v Basře začala nazývat i jiná íránská města arabskými jmény. Přímo v Chúzistánu začali Iráčané s propagandou. Jako odpověď na tuto aktivitu povzbuzoval v roce 1974 Írán Kurdy proti Iráku.
Pokus Sovětského svazu zprostředkovat v roce 1973 jednání mezi stranou Baas a Kurdy, jakož i mezi Irákem a Íránem, který Kurdy podporoval, byly neúspěšné, ale po summitu v Rabatu v říjnu 1974 se jordánskému králi Husajnovi podařilo dohodnout předběžnou schůzku mezi představiteli Iráku a Íránu. V lednu 1975 následovala v Istanbulu schůzka mezi oběma stranami na ministerské úrovni a separátní diskuse s prezidentem Sadatem a Boumédiènem. Výsledkem těchto jednání byla alžírská dohoda, kterou uzavřeli Saddám Husajn a šáh Muhammad Rezá Pahlaví na začátku března 1975. Tato dohoda prakticky ukončila boje v Kurdistánu a připravila cestu pro rychlé a permanentní vytyčení sporné irácko-íránské hranice. Poté, co se Íránci stáhli, se kurdský odpor zhroutil. Íránci dokonce pohrozili, že se přidají k Iráčanům a společně na Kurdy zaútočí, pokud nebudou ochotni přijmout podmínky dohody.
Po podpisu Alžírské smlouvy dobré vztahy mezi Bagdádem a Teheránem trvaly do šáhova pádu v únoru 1979. Navzdory zřetelným a významným rozdílům v politické kultuře obou zemí bylo zjevné, že hlavní faktory, které se podílely na vzestupu „náboženské“ opozice v Íránu v 70. letech se svým charakterem a kořeny nelišily od impulsů dění zaznamenaných ve stejném období v Iráku. Když bylo stále zřejmější, že je šáhův pád nevyhnutelný, strana Baas začala navazovat kontakty s opozicí.
Nástup íránské revoluce byl pro Saddáma Husajna nepopiratelně nevítanou událostí, ale nezbývalo mu nic jiného než uznat nový režim, což se stalo 12. února 1979 den po převratu. Napětí v irácko-íránských vztazích rychle rostlo. Obnovil se starý spor o ostrovy v Perském zálivu. V roce 1979 a první polovině roku 1980 napětí vzrůstalo, zvlášť když se Íránci netajili tím, že by rádi vyvezli islámskou revoluci do Iráku, Saúdské Arábie a dalších států Perského zálivu.
V červnu 1979 podnikl Irák letecký útok na Írán, následně se formálně omluvil, ale k podobným incidentům docházelo pravidelně a od února do září 1980 byly téměř na denním pořádku. V listopadu, několik dní před obsazením velvyslanectví USA v Teheránu, varoval Irák Írán, že bude třeba přehodnotit alžírskou smlouvu a že se Írán bude muset vzdát tří ostrovů v Perském zálivu. Příčina střetu mezi oběma zeměmi se nacházela hlavně v územních sporech.
Saddám Husajn přecenil, do jaké míry šíitská populace v Iráku sympatizovala s myšlenkou nastolení teokratického režimu v zemi a případně byla ochotna ho podporovat. Husajn měl odhodlání získat úplnou kontrolu nad všemi sférami politického života, ale íránská revoluce byla vnímána pro tento absolutní vliv jako hrozba. Také podcenil sílu vlasteneckého a islámského zanícení, který íránská revoluce v Íránu vzbudila, a dospěl k závěru, že chaos, který panoval v íránské armádě, mu dává příležitost zbavit se Chomejního režimu. Vítězství by mu zaručilo absolutní vládu v Iráku, ovládnutí svatých míst Karbalá a Nadžaf, ovládnutí obrovských nalezišť ropy a případně i dosazení spřátelného režimu do poraženého Íránu.
Vidina výhod rychlého a oslnivého vítězství nad Íránem zabránila realističtěji zhodnotit strategickou situaci. Především bylo skutečností, že počet obyvatel Íránu byl zhruba třikrát vyšší (42:13,5 mil.). Teherán dělilo od Bagdádu asi 850 km, z nichž 650 km leží na území Íránu.

## Počátek války

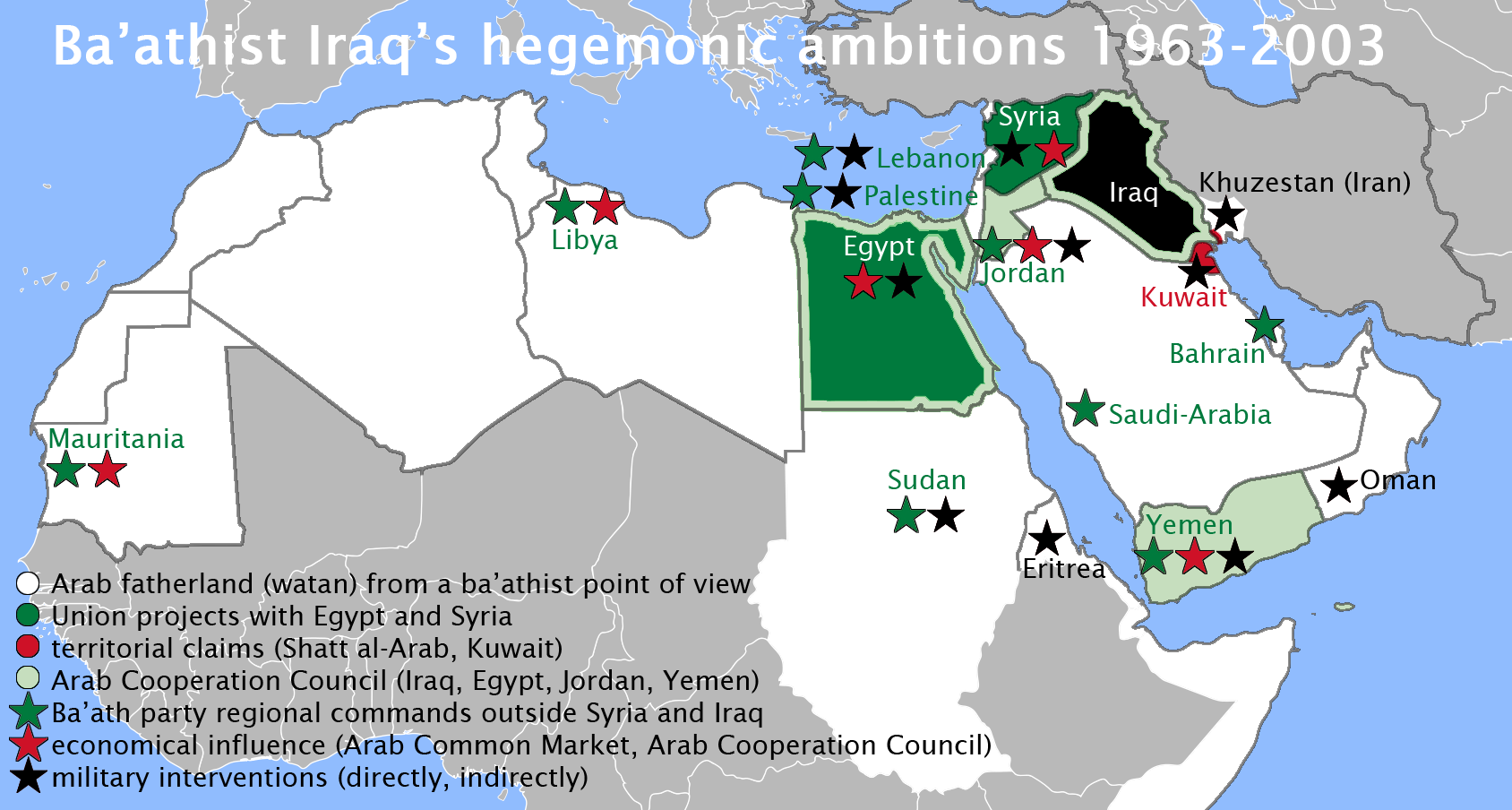
Mapa hegemonistických, ideologistických a územních snah baasistického Iráku. Saddám si přál, aby se Irák stal lídrem arabského světa a perského zálivu

V první polovině roku 1980 docházelo stále častěji k oboustranným výpadům za hranice a v dubnu Iráčané vystěhovali do Íránu 40 000 šíitů „íránského původu“. V červnu došlo k přerušení diplomatických vztahů. 17. září Saddám Husajn oznámil, že hodlá vypovědět alžírskou smlouvu a 22. září 1980 silná irácká armáda překročila hranice Íránu. Hlavními vojenskými cíli Iráku byli anexe Chúzistánu (někdy také Arábistán), ovládnutí vodní cesty Šatt al-Arab, která je jediným spojením Iráku s Perským zálivem, posílení postavení na iráckém poloostrově Fao, který přímo navazuje na Šatt al-Arab a je nesmírně důležitý při vývozu irácké ropy a ovládnutí ostrovů Abú Músá, Malý a Velký Thumb v Hormuzském průlivu.
Překvapivá ofenzíva postupovala proti špatně organizovaným íránským rychle. Po široké frontě postupovaly irácké jednotky stále hlouběji na íránské území, a to i bez patřičné letecké podpory. Napadený stát však nakonec dokázal svá vojska přeskupit a na frontu dorazilo na pomoc přibližně 100 000 dobrovolníků. V této fázi konfliktu se ukázalo, že irácké letecké údery proti letištím v Íránu nebyly příliš účinné. Irácké odhady vojenské síly protivníka byly značně podhodnocené, stejně jako bojové morálky řadových íránských vojáků, bojujících statečně nikoliv za islámskou revoluci, ale za svou vlast. Příkladem může být přístav Chorramšahr, který irácká armáda dobyla za cenu 7 000 mrtvých až 10. listopadu. Íránské námořní síly navíc 24. září napadly irácký přístav Basra, zatímco několik íránských letounů F-4 provedlo nálet na Bagdád. Celkově se dá říct, že irácká armáda a letectvo splnily invazní plán zhruba z poloviny.

## Boje

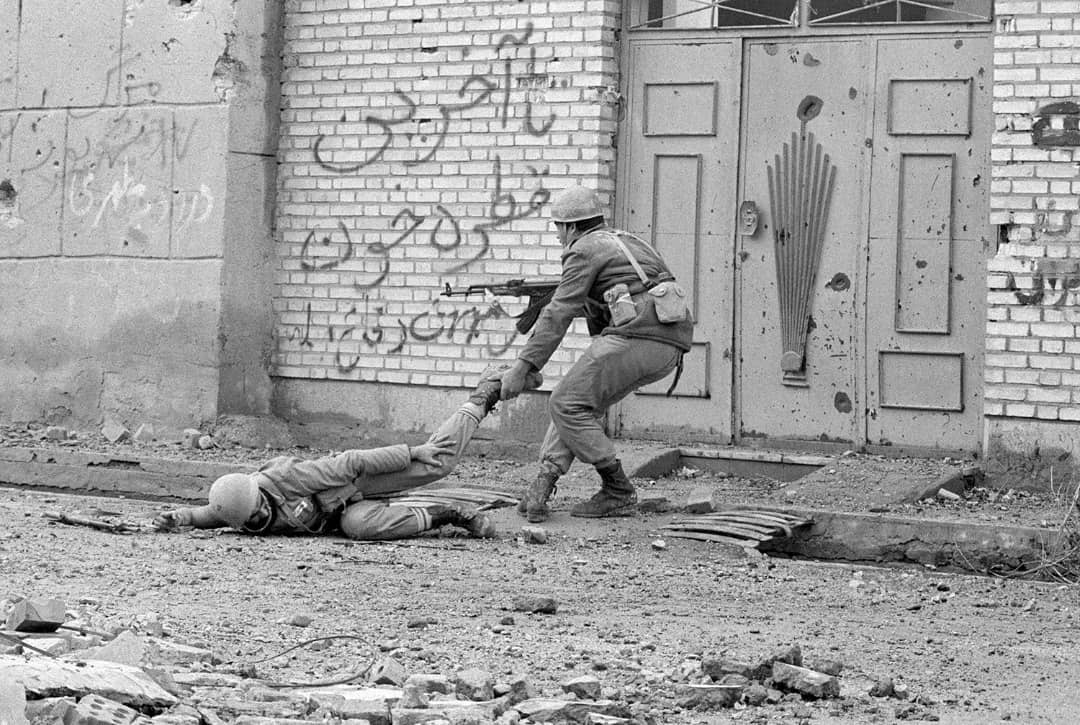
Odpor u města Chorramšahr zpomalil irácké síly asi o měsíc

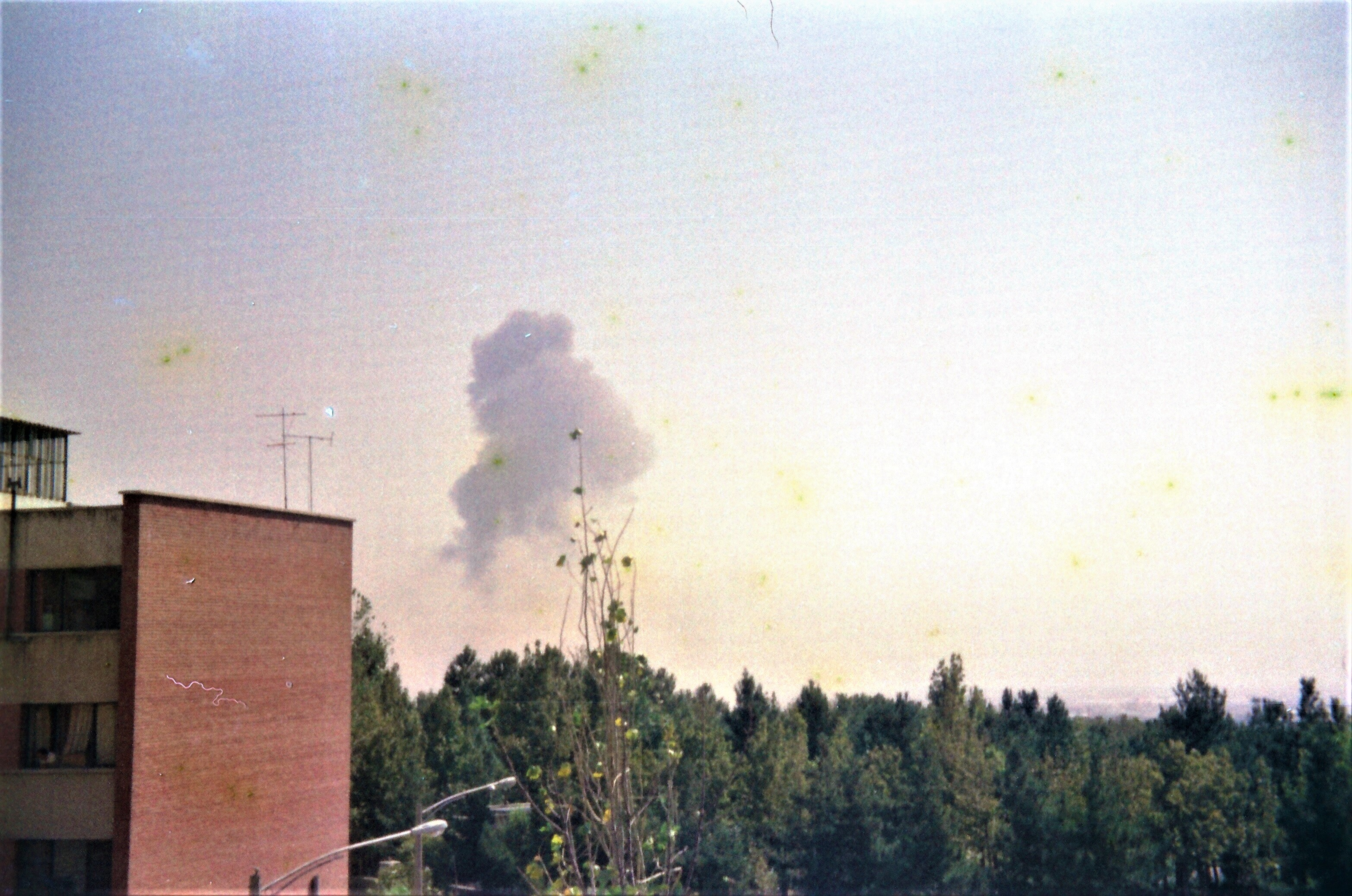
Irácko-íránská válka - 22. září 1980 – Teherán

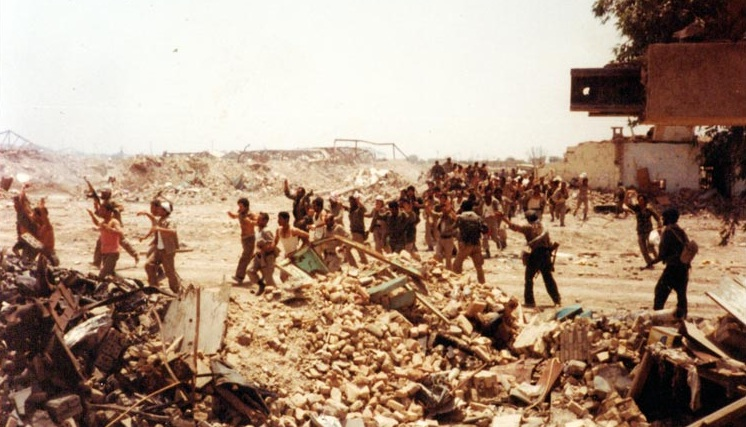
Iráčtí zajatci u města Chorramšahr, 1982

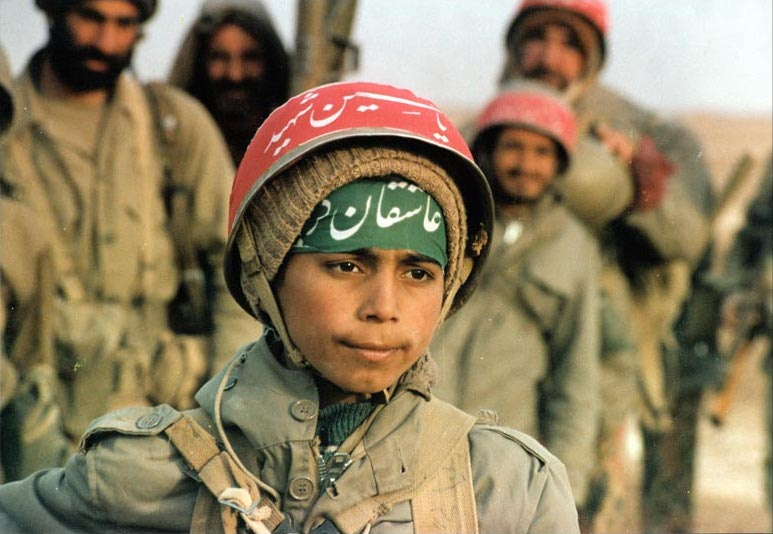
95 000 íránských dětských vojáků bylo během války ztraceno, většinou mezi lety 16-17, ale i nižšího věku.

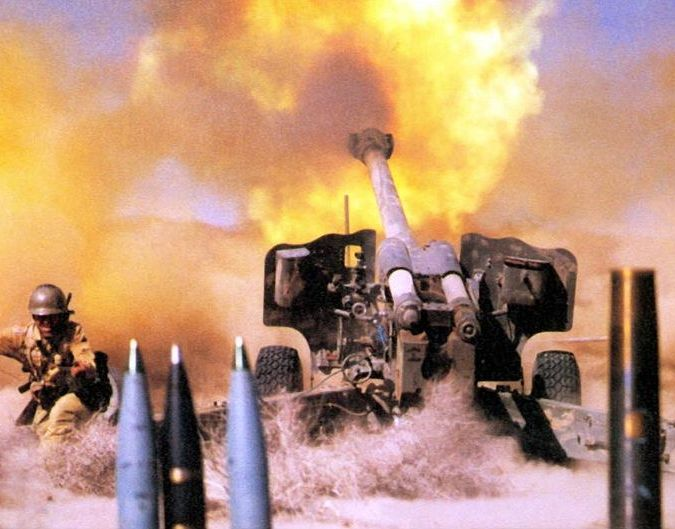
Íránské jednotky pálí z 152mm houfnice D-20

Íránský Jeep vybavený 106mm protitankovým dělem

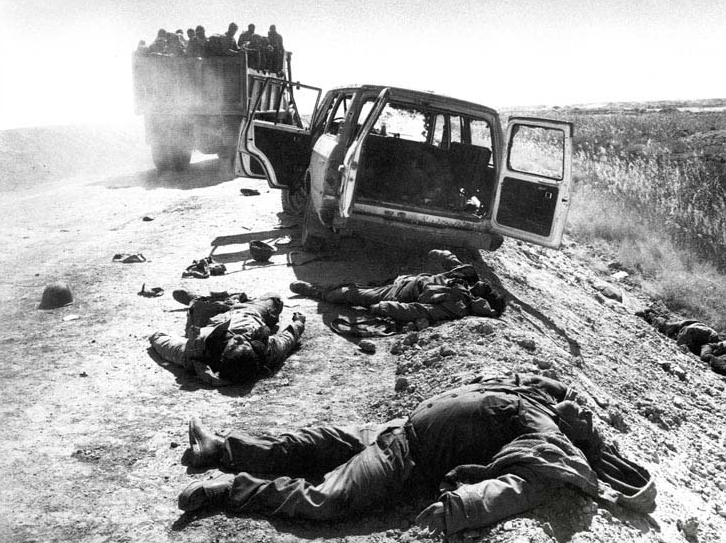
Vojáci lidových mudžáhedínů zabití během operace Mersad v roce 1988

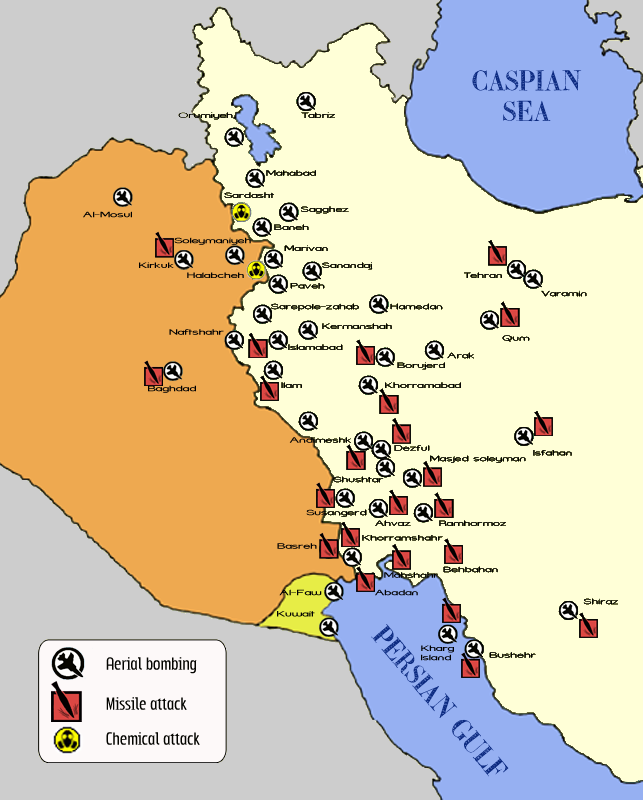
Mapa značící útoky na civilní cíle v Íránu, Iráku a Kuvajtu během „války měst“

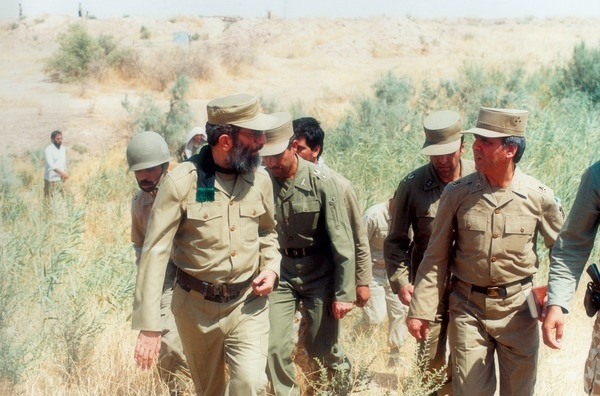
Sajjid Alí Chameneí (vlevo) na frontě během války

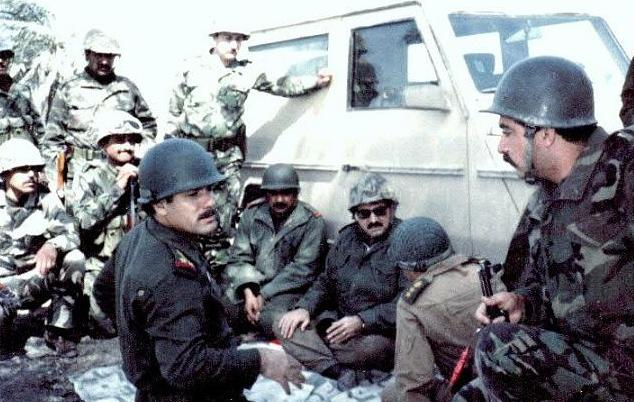
Iráčtí velitelé během diskuze na frontě (1986)

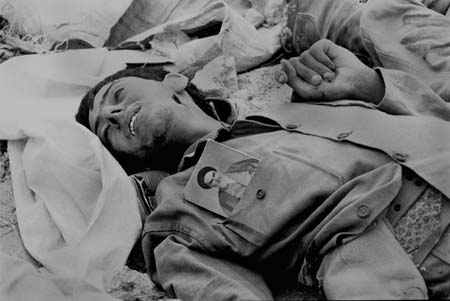
Padlý íránský voják s Chomejního fotografií v uniformě

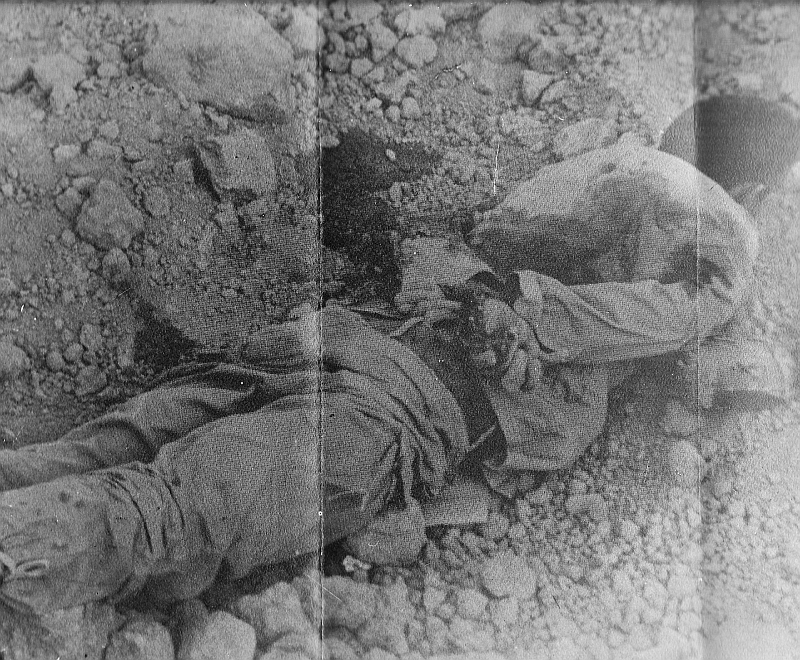
Irácký zajatec, který byl íránskými jednotkami zastřelen poté, co dobyli irácké ropné pole Madžnún v říjnu 1984

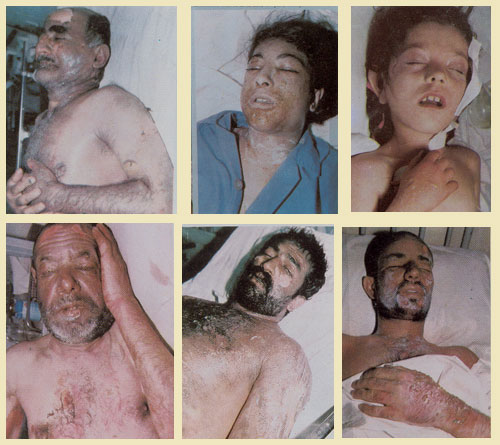
Následky iráckého chemického útoku na Sardašt v roce 1987

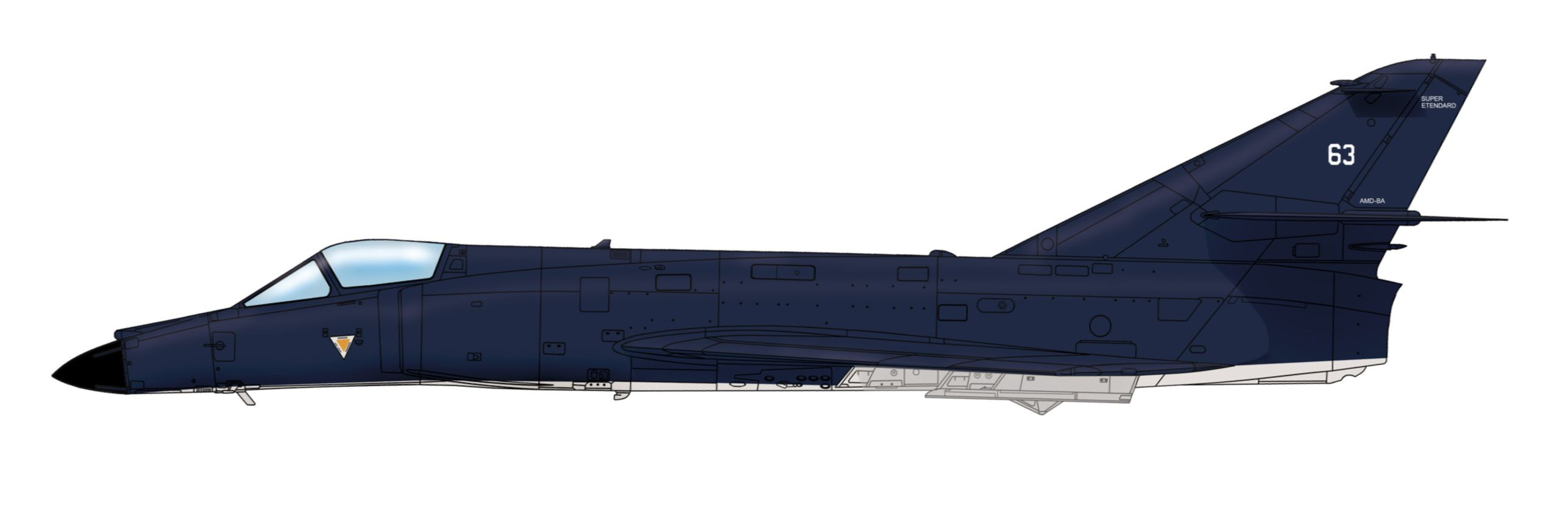
Letouny Dassault Super Étendard iráckého letectva nenesly v roce 1983 žádné výsostné označení a byly nasazeny proti lodní dopravě v Perském zálivu

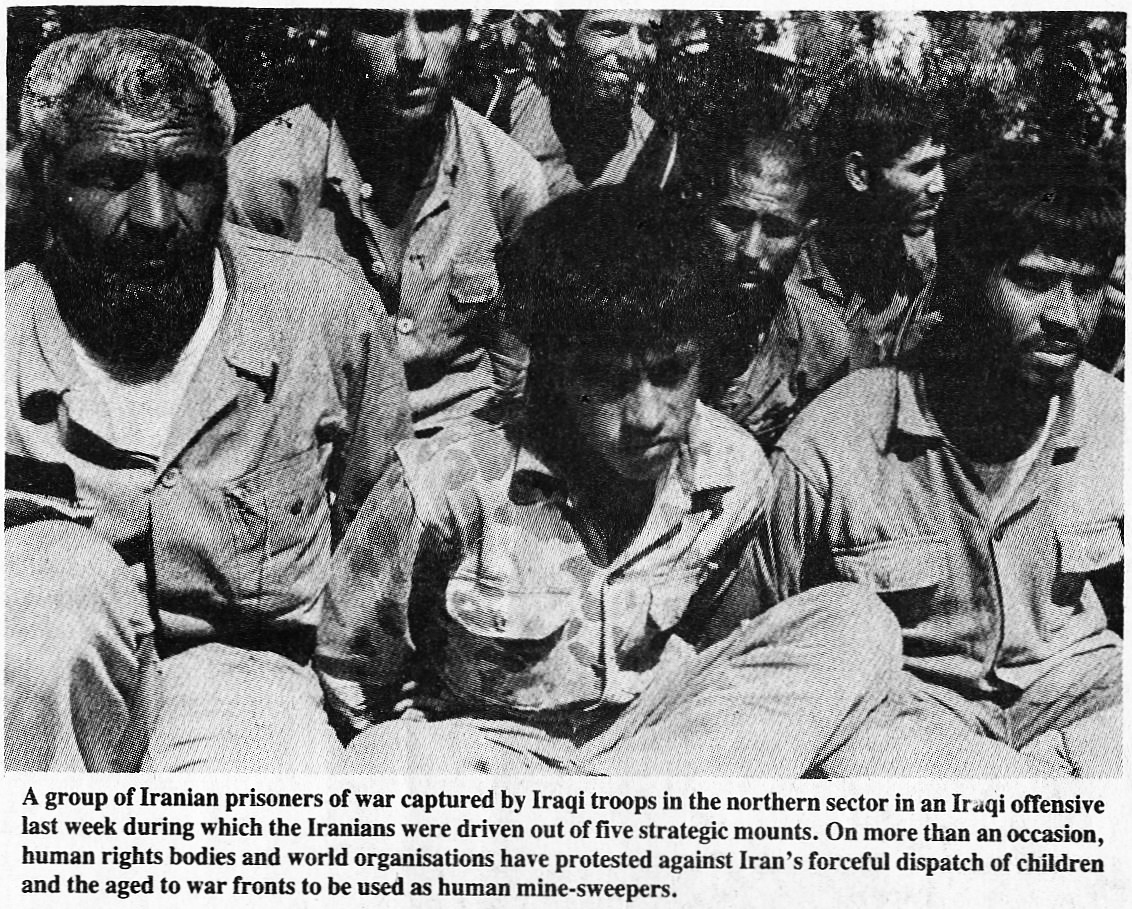
Íránští vojáci zajatí během irácké ofenzivy v roce 1988

V průběhu prvních měsíců do dubna 1981 se zdálo, že jsou úspěšnější Iráčané. Do konce roku 1980 se zmocnili významného opěrného bodu města Chorramšahr. Navzdory iráckým úspěchům se íránským leteckým silám podařilo poškodit těžební a průmyslová zařízení v oblasti Basry do té míry, že Irák nebyl schopen exportovat ropu ze svých jižních ropných polí. Koncem dubna 1981 zahájili Íránci skutečný protiúder. V následujících měsících byli Iráčané zatlačení zpět ke státní hranici. Podporu Íránu vyjádřila jen Sýrie a Libye – v konfliktu se však neangažovaly. Sýrie jen přijala uprchlíky a v dubnu 1982 uzavřela irácký ropovod vedoucí přes její území. Jordánsko se postavilo na stranu Iráku a Kuvajt nahradil Basru jako hlavní námořní přístav Iráku. Státy Perského zálivu od vypuknutí války začaly Iráku poskytovat značně vysoké půjčky.
V září 1981 byla irácká armáda vytlačena z Ábádánu a Saddám Husajn vyzval k měsíčnímu klidu zbraní v souvislosti se začátkem ramadánu, což Íránci odmítli. V dubnu 1982 začala íránská ofenzíva, která vyvrcholila po měsíci osvobozením Chorramšahru. Opětovné dobytí tohoto strategicky významného města bylo rozhodujícím zlomovým bodem ve vývoji války. Za daného stavu se Saddám Husajn snažil najít nějaké řešení, které by mu umožnilo boje ukončit a neztratit přitom tvář. V této době už ale Rudolláh Chomejní vyhlásil posvátnou národní válku, jejímž cílem bylo zcela vyhnat vojska Saddáma Husajna ze země.
V červnu 1982 íránská vojska poprvé překročila hranice a pronikla až na předměstí Basry, Iráčanům se však podařilo za cenu nesmírných ztrát zabránit jim v dalším postupu. Přesun bojů na irácké území měl za důsledek, že se SSSR, hlavní dodavatel iráckých zbraní, už nemohl chovat nezúčastněně a v průběhu roku 1982 své dodávky obnovil. I USA z pochopitelných důvodů podporovaly spíše Irák. Začátkem roku 1984 stále Íránci setrvávali ve svých zákopech v bažinaté krajině na západ od řeky Šatt al-Arab.
Iráčané se ocitli v defenzivě a s výjimkou krátkého a neúspěšného výpadu z března 1983 nedokázali zasadit Íránu vážný úder. Přestože ke střetům docházelo nadále pravidelně, ani jedna z armád nebyla schopna dosáhnout na bojišti rozhodující převahy a obě strany se dva a půl roku až do počátku roku 1986 pouze vzájemně ostřelovaly ze svých pozic. V prvních měsících roku 1984 obě strany, především Irák, začaly napadat ropné tankery plující ve vodách Perského zálivu. „Tankerová válka“ pak s přestávkami pokračovala v letech 1984–85. Iráčané se ve snaze vyhnout porážce nasadili na frontě i bojový plyn. V únoru 1986 Írán podnikl překvapivý útok na poloostrov Fao na iráckém břehu Šatt al-Arabu, který se jim podařilo obsadit, hlouběji do nitra Iráku už jejich postup však nepokračoval. Válka měla za následek prohloubení závislosti Iráku na Západu a prozápadních konzervativních arabských státech, a to včetně Egypta a Jordánska.
Neschopnost Iráku uštědřit Íránu bleskovou porážku vyvolala vážné politické a ekonomické tlaky, které otřásly pozicí vládnoucího iráckého režimu. Režim se v průběhu války dokázal udržet u moci jedině díky propagandě, hrozbám a nasazení bezpečnostních složek. V průběhu války bylo mnoho šíitů, Kurdů a komunistů uvězněno a popraveno.
Šíitsko-kurdsko-komunistická opozice byla však výrazně oslabena skutečností, že tyto tři skupiny buď spolu nedokázaly spolupracovat, nebo byly vzájemně znepřátelené. Irácký režim si zachoval také předválečný charakter – rozhodovací pravomoci Saddáma Husajna nadále rostly. V červenci 1982 byl počet členů Rady revolučního velení (RRV) snížen na devět. V listopadu 1982 byla oznámena poprava ministra zdravotnictví. V říjnu 1983 přišli o své posty dva z nevlastních bratrů Saddáma Husajna – Barzán a Wathbán. Režim navíc pokračoval v popravách oponentů. V průběhu let 1983–1985 se postupně objevovaly zprávy o popravách členů IKS, šíitských a kurdských organizací.
Během prvních dvou let války měl režim ještě k dispozici dostatek fondů k tomu, aby dokázal uchránit iráckou společnost před nedostatky a zavedením přídělového systému. Zpočátku si zákazníci mohli v obchodech volně vybírat ze širokého sortimentu zboží. Také významné rozvojové projekty pokračovaly, k jejich zpomalení nebo zastavení došlo až v letech 1983–84. V roce 1983 však irácká společnost začala pociťovat nouzi. Životní náklady prudce vzrostly, dinár devalvoval. Jednotlivci byli „žádáni“, aby „darovali“ peníze a šperky – tímto způsobem bylo shromážděno asi 400 milionů amerických dolarů. Do srpna 1983 poklesly zahraniční rezervy Iráku na 3 miliardy dolarů (z 30 miliard dolarů na konci roku 1980) a země byla téměř zcela závislá na darech Saúdské Arábie, zemích Perského zálivu a z prodeje ropy.
Jedním z významných důsledků války bylo urychlení expanze soukromého sektoru hospodářství. V létě 1982 byl schválen zákon č. 113, který podporoval investice soukromých a smíšených průmyslových společností. Zemědělství se vyvíjelo podobným směrem. Navzdory státním investicím do zemědělské oblasti se nepodařilo výrazně zvýšit produkci. Irák byl nucen v poměrně velké míře nakupovat potraviny. Od ledna 1983 se začaly uplatňovat opatření iráckého ministerstva zemědělství, podle nich byla půda pronajata na dobu od 5 do 20 let jednotlivcům nebo místním či arabských společnostem ochotných pěstovat plodiny pro trh. Válečné podmínky se tehdy nepochybně nesmírně hodily těm jednotlivcům, kteří měli dostatek znalostí a vybavení k tomu, aby dokázali využít skutečnosti, že režim zoufale potřeboval přísun průmyslových a zemědělských produktů.
Existovalo jen málo faktorů, které by obě znepřátelené země nutilo okamžitě válku ukončit. Írán byl schopen vyvážet tolik ropy, že mohl udržovat v chodu rozsáhlou armádní mašinérii až do samého závěru konfliktu, a také irácký export po otevření ropovodu vedoucího přes jižní Turecko postupně nabral dech. 80. léta byla navíc obdobím hluboké krize světového ropného průmyslu, kdy cena ropy opakovaně a prudce klesala. Vývozci ropy si tedy nijak zvlášť nepřáli, aby válka skončila.
V polovině roku 1986, poté, co obě strany utrpěly velké ztráty, se zdálo, že vývoj konfliktu dospěl do patové situace, kdy se irácké a íránské jednotky pouze ostřelovaly z opevněných pozic a konec války byl v nedohlednu. Navíc břemeno, které pro Saúdskou Arábii a Kuvajt představovaly pravidelné finanční injekce Iráku, začaly těžce doléhat na hospodářství těchto zemí. Saúdská Arábie se rozhodla zvýšit objem vývozu ropy a vyvolat tak pokles cen, aby pomohla Iráku a ochromila íránskou ekonomiku. Na začátku roku 1986 cena ropy poklesla z 27 na 15 dolarů za barel. Dopad vývoje v roce 1987 vyvolal zásadní změnu ve způsobu vedení války. Oba státy si začaly navzájem ničit zařízení k těžbě a přepravě ropy. Obavy z následků iráckého kolapsu a přinutily arabské sousedy Iráku se ještě více přiklonit na iráckou stranu. Vyšší míra zapojení Saúdské Arábie a Kuvajtu pak téměř nevyhnutelně vedla k internacionalizaci války, protože se nyní výrazněji dotýkala zájmů Západu.
Kuvajtský postoj k válce se zásadně změnil v roce 1986 po úspěšném íránském útoku na Faó, protože se již bojovalo příliš blízko. Kuvajt uvedl svou armádu do pohotovosti a zaujal výraznější proirácký postoj. V srpnu 1986, po iráckých útocích na íránské ropné terminály, začal zase Írán napadat kuvajtské tankery. Kuvajt se proto obrátil na SSSR a USA a požádal je o poskytnutí ochrany kuvajtským plavidlům. Jen zmínka o tom, že by měl SSSR vyslat do oblasti své vojenské lodě, způsobila ve Washingtonu značný rozruch, a Reaganova vláda zareagovala. Angažování obou supervelmocí na irácké straně bylo nakonec faktorem, který rozhodl o ukončení války. Po celý závěr války americké vojenské lodě útočily na íránské námořnictvo a íránské těžební zařízení. V roce 1987 se na stranu Iráku také postavil SSSR – objem irácko-sovětského obchodu od roku 1986 vzrostl o 46 %. V srpnu 1987 podepsaly USA a Irák smlouvu o pětileté hospodářské a technické spolupráci a do Iráku byla z USA dovezena potravinová pomoc za 1 miliardu dolarů. USA a mnohé západoevropské státy prostřednictvím jiných zemí tajně dodávaly Iráku sofistifikované zbraně včetně vybavení pro výrobu chemických a biologických zbraní.
Jelikož se situaci na jihu země dařilo držet pevněji pod kontrolou, Saddám Husajn se mohl věnovat dění v severním Iráku, kde byla některá území od roku 1983 okupována Íránci. 29. března 1987 jmenoval svého bratrance Alího Hasana al-Madžída vrchním velitelem severní armády. Toto jmenování znamenalo začátek genocidy kurdského obyvatelstva. Celkem bylo zničeno 399 kurdských vesnic. V dubnu 1987 byl podniknut chemický útok proti Kurdům. Tento a podobné zásahy můžeme vnímat jako předehru k systematičtější protikurdské kampani známé jako al-Anfál, která začala v roce 1988.
20. července 1987 OSN schválila rezoluci 598, která obsahovala výzvu k ukončení války a příslib, že bude zřízena vyšetřovací komise s úkolem zjistit, kdo byl v konfliktu agresorem. Irák rezoluci přijal, Írán však reagoval vyhýbavě. Na jaře 1988 začal Írán za pomoci Kurdů v severním Iráku ofenzívu a dobyl město Halabža. Den nato irácké letouny na toto město shodily pumy s jedovatým plynem. V dubnu a květnu Iráčané opět použili chemické zbraně, při pokusech o znovudobytí míst Fao a Mehran. Tehdy už bylo jasné, že Íránci již dlouho odpor klást nebudou. Série porážek měla za následek, že v polovině července Íránci ztratili velkou většinu dobytého iráckého území a 18. července Chomejní prohlásil, že je ochoten přijmout rezoluci 598. Irácké síly ještě pokračovaly ve vytlačováni íránských vojsk ze středního a jižního Iráku a do 20. srpna 1988 boje postupně utichly.

## Následky války
Válka mezi Irákem a Íránem skončila 20. srpna 1988 s nerozhodným výsledkem, na základě rozhodnutí OSN. Ztráty na životech a škody na hospodářství, které způsobila válka byly zdrcující. Západní zdroje odhadují, že zemřelo téměř 400 000 lidí, z čehož asi čtvrtinu tvořili Iráčané. Podle odhadů válka stála Irák 452 miliard a Írán 644 miliard amerických dolarů. V období mezi ukončením bojů a iráckou invazí do Kuvajtu v srpnu 1990 byly učiněny různé pokusy o dosažení trvalého usmíření. Irák si však při jednáních dával na čas, především proto, že by se dospělo k závěru, že válku sám rozpoutal. 15. srpna 1990, dva týdny po obsazení Kuvajtu, Saddám Husajn náhle nabídl Íránu, aby s Irákem uzavřel dohodu, jejímž obsahem bude naplnění rezoluce č. 598 a obnovení alžírské smlouvy z roku 1975. Tím vlastně veřejně přiznal, že celá válka byla nesmyslná.
Vysoké Irácké dluhy znemožňovaly přechod od vojenského stavu k mírovému hospodaření. Navíc Irák každoročně nakupoval potraviny nejméně za 3 miliardy dolarů. Na začátku 90. let Irák dovážel zboží za 11 miliard USD. Po válce se však stalo něco, co očekával málokdo – Irák se stal po vojenské stránce mnohem silnější zemí než byl v roce 1980. Irák do konce války stihl vybudovat výkonný vojenský průmysl. V letech 1989–90 již rozsah zbrojní výroby začal na mezinárodní scéně budit znepokojení. Irák totiž produkoval i chemické zbraně a nebyl tak daleko od toho kdy se mu podaří získat vybavení pro výrobu nukleárních zbraní. Důležité komponenty Iráku dodávaly západoevropské a americké firmy. Nově vzniklé Ministerstvo průmyslu a vojenské industrializace (1988) umožňovalo vládě účinněji ovládat nejdůležitější sektory průmyslu.
Aby se Saddám Husajn pojistil proti možnosti, že by se mohla objevit autorita, která by mu mohla konkurovat, byli důstojníci podezřelí ze „zrady“ popraveni. Úspěšní velitelé byli zase často odvolání z funkce nebo převeleni, aby svými úspěchy neohrozili Husajnou pozici. Skupina lidí, o kterou se při uplatňování své moci během války a po ní opíral, však tvořili téměř výhradně členové jeho rodiny. Ministři nové vlády jmenované v letech 1987 a 1988 byli většinou lidé, kteří dříve pracovali v prezidentově soukromé kanceláři.
V počátečních letech války se vláda snažila podporovat rozvoj privátního kapitálu a přimět některé firmy, aby se zaměřily na podnikání v oblasti lehkého a středního průmyslu. Byla zavedena opatření zvýhodňující hlavně zemědělce s cílem omezit dovoz potravin. Došlo k privatizaci státních podniků a prodeji státních farem. Soukromým podnikatelům byl povolen export za předpokladu, že 60% výnosu převedou zpět do Iráku. Stát podporoval investice z arabských zemí. Také byla prodána většina státních čerpacích stanic, automobilových opraven, supermarketů a hotelů. Mnohá z těchto opatření byla vítána a vedla k vyšší výkonnosti hospodářství. Kombinace deregulace cen a uvolnění byrokratického aparátu byly snahou režimu získat si nové přívržence mezi příslušníky střední třídy a v armádě. Působením těchto trendů nadále narůstal kult osobnosti prezidenta.
Národní shromáždění mělo jedinou funkci, a to fungovat jako další orgán „zastupující“ vedení režimu. Mělo pravomoc kritizovat práci ministrů a úředníků a za jistých okolností možnost hlasovat o jejich odvolání. Hlasování mělo navenek budit dojem, že o osudu úředníků nerozhoduje prezident, ale vůle lidu. Rozdělení moci v Iráku však zůstalo neměnné. Politická demokratizace, kterou měl režim na mysli, neměla znamenat podstatnou transformaci politického systému.
Kdyby se rozvážně hospodařilo, byl by úzkostlivě střežen rozsah dovozu a omezovaly se vládní výdaje, irácké hospodářství by pravděpodobně čekalo postupné oživení. Zoufalá finanční situace Iráku tak byla spíše obrazem priorit Saddáma Husajna – vysoké výdaje na armádu, stavba památníků a nového prezidentského paláce jako objektivních skutečností.